# ژلیو ژلف
ژلیو ژلف (بلغاری: Желю Митев Желев؛ ۳ مارس ۱۹۳۵ – ۳۰ ژانویهٔ ۲۰۱۵) سیاست‌مدار و فیلسوف اهل بلغارستان بود. وی از ۱ اوت ۱۹۹۰ تا ۲۲ ژانویه ۱۹۹۷ رئیس‌جمهور این کشور بود.
ژلیو ژلف در ۳۰ ژانویه ۲۰۱۵، در سن ۷۹ سالگی در صوفیه درگذشت.